# نوپولی
نوپولی (به ایتالیایی: Noepoli) یک کومونه در ایتالیا است که در استان پوتنزا واقع شده‌است. نوپولی ۴۶٫۷۱ کیلومتر مربع مساحت و ۱٬۰۲۴ نفر جمعیت دارد و ۶۷۶ متر بالاتر از سطح دریا واقع شده‌است.